# Pingstkyrkan Kaxholmen
Pingstkyrkan Kaxholmen är en kyrkobyggnad i Kaxholmen. Den tillhör Pingströrelsen, och invigdes den 1 november 1981, efter att bygget påbörjats i maj 1980. Kyrkan ersatte då det gamla kapellet Filadelfia från 1932.